# Richard George Lewis
Sir Richard George Lewis, britanski general, * 1895, † 1965.